# مراح البقار
مراح البقار تجمع فلسطيني ضمن مجلس قروي الصرة في محافظة الخليل جنوب الضفة الغربية. وقع تحت الاحتلال الإسرائيلي بعد حرب 1967. يشترك التجمع مع قرى الصرة ووادي الكلاب بمجلس قروي موحد.

## التاريخ

### الحكم الأردني
أوائل خمسينيات القرن العشرين أتُبعت القرية للإدارة الأردنية بعد حرب 1948 نتيجةً لاتفاقيات الهدنة عام 1949.

### حرب 1967
وقعت القرية تحت الاحتلال الإسرائيلي بعد حرب 1967.

### السلطة الفلسطينية
بعد تأسيس السلطة الوطنية الفلسطينية عام 1994 نتيجةً لاتفاق السلام بين منظمة التحرير الفلسطينية وإسرائيل عام 1993، تسلمت القرية ووضعتها تحت سيطرتها المدنية والأمنية.

## السكان
بلغ عدد سكان مراح البقار نحو 299 نسمة وفقًا للتعداد السكاني الفلسطيني عام 2017.